# 1877 no Brasil
Esta é uma cronologia dos fatos acontecimentos de ano 1877 no Brasil.

## Incumbente
- Imperador – D. Pedro II (9 de abril de 1831-15 de novembro de 1889).

## Eventos
- 25 de setembro: Fim da segunda Regência da Princesa Isabel.[1]
- 30 de outubro: Coronel Cândido José dos Santos Brochado é assassinado nas proximidades de Freitas por um escravo, durante uma viagem a Sabará, na Província de Minas Gerais.
- 29 de novembro: A primeira estação telefônica do país é inaugurada no Rio de Janeiro.

## Mortes
- 12 de dezembro: José de Alencar, escritor, jornalista, advogado e político (n. 1829).